# Elling
Pour les articles homonymes, voir Catharinus Elling, Christian Elling, Kurt Elling et Véronique Elling.
Pour plus de détails, voir Fiche technique et Distribution.
Elling est un film norvégien réalisé par Petter Næss, sorti en 2001. 
Le film a été nommé à l'Oscar du meilleur film en langue étrangère.
Ce film a aussi un prequel : La Mère d'Elling sorti en 2003 et une suite, Elling, cœur à prendre, sorti en 2005.

## Fiche technique
- Titre : Elling
- Réalisation : Petter Næss
- Scénario : Axel Hellstenius et Larry Stuckey d'après le roman Brødre i blodet de Ingvar Ambjørnsen
- Production : Dag Alveberg et Ivar Køhn
- Musique : Lars Lillo-Stenberg
- Pays d'origine : Norvège
- Genre : comédie dramatique
- Durée : 89 minutes
- Date de sortie :  2001

## Distribution
- Per Christian Ellefsen : Elling
- Sven Nordin : Kjell Bjarne
- Marit Pia Jacobsen : Reidun Nordsletten
- Jørgen Langhelle : Frank Åsli
- Per Christensen : Alfons Jørgensen